# CD40
CD40, или TNFRSF5 (англ. tumor necrosis factor receptor superfamily member 5) — костимулирующий белок антигенпредставляющих клеток, рецептор из надсемейства рецептора факторов некроза опухоли. Продукт гена человека CD40.

## Функции
CD40 является рецептором CD154 (TNFSF5), расположенного на Т-хелперах. Рецептор участвует в широком спектре иммунных и воспалительных реакций, включая Т-лимфоцит-зависимое переключение классов иммуноглобулинов, развитие клеток памяти и образование герминативных центров. Адаптерные белки TRAF1, TRAF2, TRAF6 и, возможно, TRAF5 взаимодействуют с этим рецептором и служат медиаторами в переносе сигнала. Экспрессия как CD40, так и его лиганда CD154, регулируется фактором транскрипции AKNA.

## Взаимодействия
CD40 взаимодействует с TRAF2, TRAF3, TRAF6, TRAF5 и TTRAP.